# Djendema
Djendema, que significa "infierno" es una reserva de la biosfera de Bulgaria desde el año 1977. Se aplica el término a la ladera meridional del monte Botev, 2376 m s. n. m., el pico más alto en la cordillera balcánicos en Bulgaria 42°41′41″N 24°54′41″E / 42.69472, 24.91139. También se le llama Djendema meridional. Fue establecida como una reserva el 28 de marzo de 1953. Se extiende por 42,2 km², y es la reserva más grande en la montaña y la segunda reserva más grande en Bulgaria. Está centrada en una extrusión de granito combinada con afloramientos de caliza para formar un laberinto de inclinadas laderas; gargantas profundas y estrechas, macizos acantilados de roca y grandes cataratas. La reserva de Djendema protege bosques de haya y abetos y grandes prados con especies y comunidades herbáceas subalpinas. Debido a sus condiciones específicas, geológicas y climáticas, el área es rica en especies endémicas y plantas raras. Cruzar Djendema puede llevar varios días.
También hay un Djendema septentrional que se encuentra en la ladera norte del monte Botev 42°44′48.79″N 24°55′41.34″E / 42.7468861, 24.9281500. Fue establecida como reserva el 30 de septiembre de 1983. Tiene una superficie total de 16,1 km² y es la reserva más alta de la cordillera de los Balcanes, abarcando una sección salvaje e inaccesible de la parte central de la montaña. La reserva incluye las laderas del norte casi verticales, de aproximadamente 10 kilómetro de ancho con una altura media de 900 metros. En altitudes inferiores, hay bosques antiguos de haya y abeto que cubren casi dos tercios de las inclinadas laderas del Djendema septentrional. También contiene hábitats de bosque y prados subalpinos. Muchas especies raras de vida salvaje han encontrado su último refugio en este bosque natural impenetrable, que es el hogar de una comunidad inusual de enebro, Rhododendron myrtifolium, una especie regional carpato-balcánica y arándanos, así como la única localidad conocida de Urumov’s campion en el mundo. El Djendema septentrional es el hogar del rebeco de los Balcanes (Rupicapra rupicapra balcanica)), oso pardo, lobo gris, venados, águila real, halcón peregrino y treparriscos. Los dos Djendemas son objetos alpinos para muchos escaladores.